# Heimaey
Heimaey (Vestmannaeyjar) – wyspa w archipelagu Vestmannaeyjar, u południowych wybrzeży Islandii. Znajduje się na niej największy port rybacki kraju, miasto Vestmannaeyjar.
Wyspa jest pochodzenia wulkanicznego i wyłoniła się z morza około 40 tys. lat temu. Według sag wyspa została początkowa zasiedlona przez zbiegłych irlandzkich niewolników, nazywanych ludźmi z Zachodu (stąd nazwa całego archipelagu – Wyspy Ludzi z Zachodu). Po ich wyśledzeniu i zamordowaniu, wyspy zajęli norwescy wikingowie. W 1413 roku biskup islandzki oddał wyspy królom Norwegii w zamian za długi.
W kolejnych stuleciach wyspę zamieszkiwali angielscy korsarze, później duńscy handlarze, a w XVII w. najechali je algierscy piraci pod wodzą Holendra Jana Jantzena. Największą tragedią był jednak wybuch wulkanu Laki w centralnej Islandii, z którego pyły zniszczyły wyspę. Kolejną wielką tragedią był wybuch położonego na wyspie wulkanu Eldfell 23 stycznia 1973 roku. Potoki lawy zniszczyły dużą część Heimaey i zagroziły zatoce, w której mieści się port. Po zakończeniu erupcji przystąpiono do odbudowy osady, a do dziś można podziwiać rozległe pola lawowe.
Na wyspie znajduje się port lotniczy Vestmannaeyjar. Na jej południowym krańcu leży półwysep Stórhöfði, jedno z najbardziej wietrznych miejsc w Europie.

## Galeria

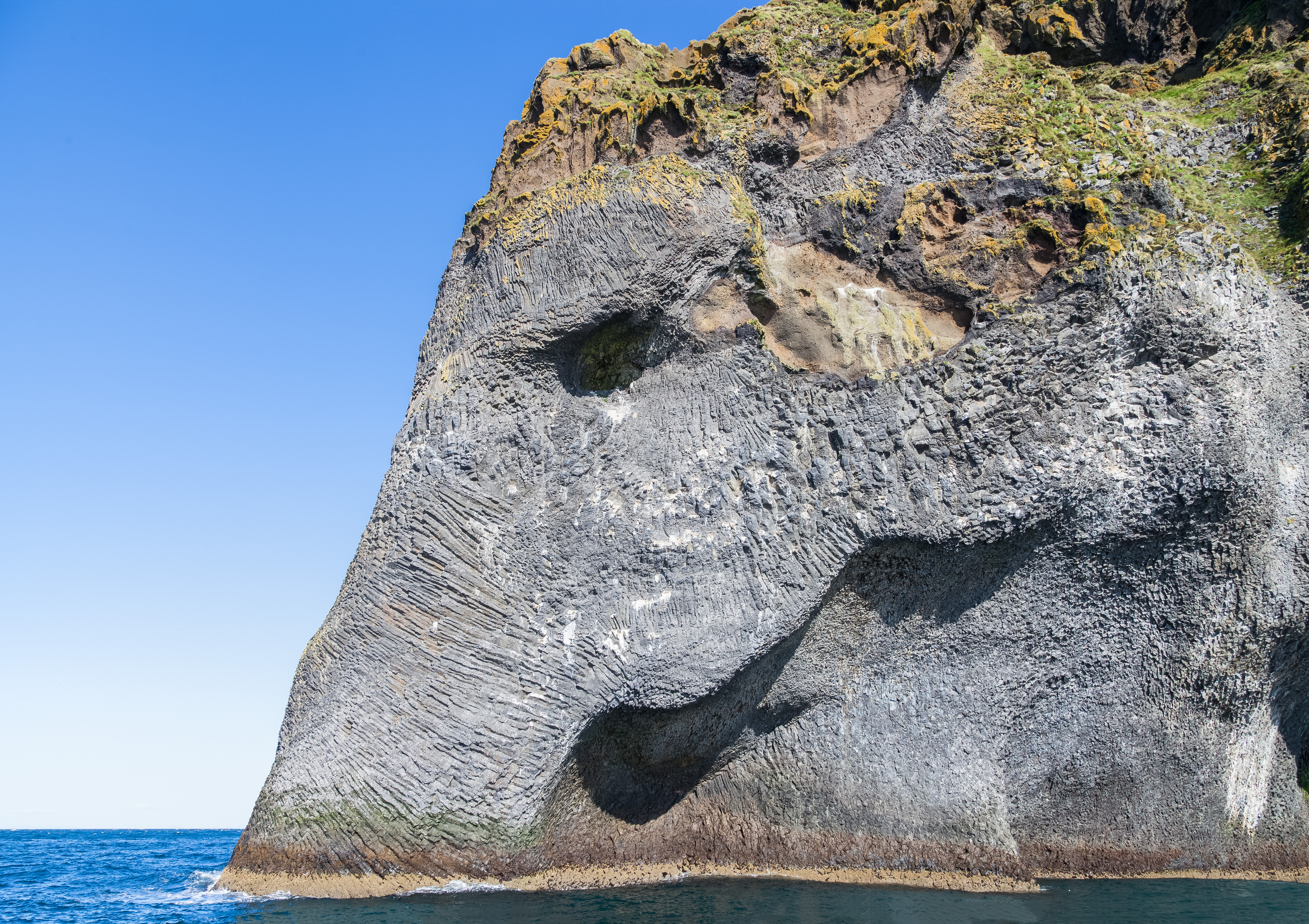
Słoń, skała na Heimaey
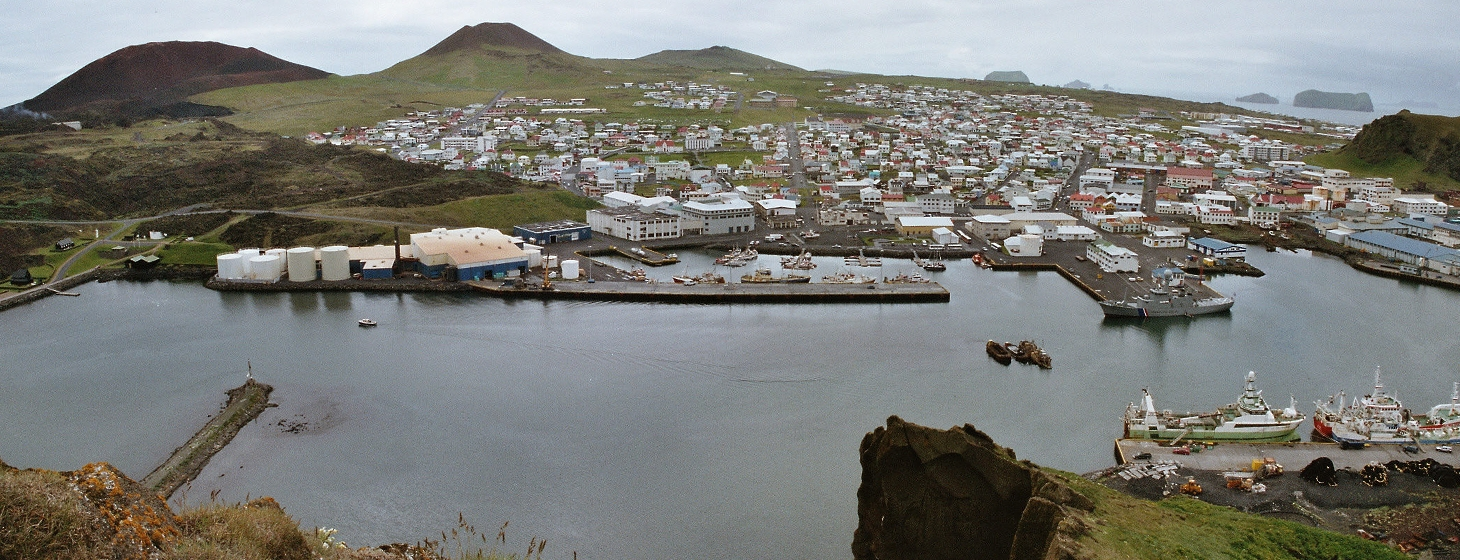
Miejscowość Vestmannaeyjar obecnie